# StarCraft: Brood War
StarCraft: Brood War – dodatek do StarCrafta wydany przez Blizzard Entertainment w grudniu 1998 roku. Zawiera trzy nowe kampanie (razem 26 nowych misji), po jednej dla każdej z ras znanych z poprzedniej części. Kontynuowana jest w nich opowieść rozpoczęta w podstawowej wersji Starcrafta. Każda z ras ma również do dyspozycji nowe jednostki i możliwości, co wiąże się z uatrakcyjnieniem i jeszcze większym zbalansowaniem gry. Blizzard dodał także mnóstwo nowych map i 3 dodatkowe tereny: mroczny – twilight, zimowy – ice i pustynny – desert. W 2017 roku wraz z wyjściem wersji 1.18, gra stała się darmowa.

## Rozgrywka
Pierwszą wersją dodatku była wersja 1.04, od tego czasu Blizzard wydał liczne poprawki do gry, ostatnią jest 1.18. Jedną z najistotniejszych opcji dodanych w poprawkach jest możliwość nagrywania i odtwarzania powtórek z gry. Pozmieniano też nieznacznie obrażenia, pancerze bazowe, czas trenowania jednostek, budowania budynków i prowadzenia badań oraz ich koszty. Z najważniejszych wymienić również należy zmniejszenie zaplecza magazynowego tzw. supply na najpotężniejsze jednostki wszystkich trzech ras tzn. battlecruiserów, carrierów i ultralisków z odpowiednio 8, 8, 6 na 6, 6, 4.
Nowe jednostki pojawiające się w dodatku Brood War:

### Terranie
- Medyczka (ang. Medic) – leczy wszystkie jednostki organiczne i tym samym zwiększa skuteczność piechoty terran, umożliwiając skuteczniejszą taktykę M&M (Marines & Medics) oraz częstsze stosowanie stimpacków. Oprócz standardowej opcji leczenia, które wykonuje automatycznie, posiada możliwość korzystania z dwóch umiejętności, które rozwinąć można w akademii (ang. Academy). Są to odpowiednio: Optical Flare i Restoration. Pierwsza z nich oślepia jednostkę drastycznie zmniejszając jej pole widzenia. Oprócz tego zastosowana na detektorze uniemożliwi takiej jednostce dalsze wykrywanie niewidzialnych jednostek wroga. Druga umiejętność pozwala usuwać wszelkie utrzymujące się czasowo lub permanentnie negatywne skutki działania wrogich czarów (np. Parasite, Plague, Ensnare, Blind, Acid Spore itp.).
- Walkiria (ang. Valkyrie) – latająca ciężka fregata przeciwlotnicza. Jej ataki zadają, poza standardowymi obrażeniami tzw. splash damage (zadający obrażenia wszystkim jednostkom w pewnym obszarze, który ostrzeliwuje).

### Zergi
- Czyhacz (ang. Lurker) – alternatywna forma hydraliska typu ziemia-ziemia. Dostępna po zakończonym badaniu Lurker Aspect w Hydralisk Den. Lepiej opancerzona i bardziej żywotna, może atakować tylko gdy jest zakopana w ziemi, wystrzeliwując w kierunku wroga serię kolców w linii prostej, które również cechują się obrażeniami typu splash rażąc wszystko na swojej drodze, ale co najważniejsze nie raniąc jednostek własnych. Przeznaczony generalnie do defensywy i zabezpieczania strategicznych punktów na mapie, przy odpowiednim zastosowaniu sprawdza się również jako jednostka wsparcia bezpośredniego (po wymieszaniu z np. zerglingami). Idealny do zastawiania pułapek charakteryzuje się bardzo dużą siłą rażenia.
- Pożeracz (ang. Devourer) – ciężka przeciwlotnicza forma mutaliska (podobnie jak guardian także ewoluuje z mutaliska po rozwinięciu spire w Greater Spire). Jego specjalny atak stopniowo spowalnia szybkość ataku jednostek przeciwnika po każdej salwie (efekt ten działa na pewien obszar objęty atakiem), a także zwiększa podatność na obrażenia od wrogich jednostek jak i powoduje, że wyposażone w maskowanie powietrzne jednostki wroga znajdujące się w obszarze efektu ataku stają się widzialne.

### Protosi
- Mroczny Templariusz (ang. Dark Templar) – posiada stałe maskowanie (niezależne od energii), zadający bardzo wysokie obrażenia, dopóki niewykryty, jest idealny praktycznie przeciwko każdej jednostce naziemnej. Wykryty ginie szybko z powodu małej ilości punktów życia i słabego pancerza.
- Mroczny Archon (ang. Dark Archon) – Mroczny Archon powstaje z połączenia dwóch Mrocznych Templariuszy. Typowy spellcaster (jednostka, która nie posiada możliwości ataku, a jedynie czary). Posiada umiejętność przejęcia wrogiej jednostki (Mind Control), obrócenia energii posiadających ją jednostek wroga w obrażenia przeciwko nim (Feedback) oraz ogłuszenia w pewnym obszarze wszystkich jednostek organicznych na krótki okres (Maelstrom). Przydatny w eliminowaniu wrogich spellcasterów i jednostek dysponujących atakami specjalnymi oraz, w szczególności, w starciach z każdym rodzajem jednostek zergów (z uwagi na fakt, iż każda ich jednostka jest organiczna i może być ogłuszana).
- Korsarz (ang. Corsair) – lekka jednostka przeciwlotnicza, posiada zdolność zwaną disruption web pozwalającą na krótki czas neutralizować w pewnym zasięgu wszelkie struktury defensywne wroga jak i jednostki naziemne (te jednak mają możliwość wysunąć się spod działania umiejętności).